# Internationales Kulturzentrum Krakau
Das Internationale Kulturzentrum in Krakau (polnisch Międzynarodowe Centrum Kultury, eng. International Cultural Centre) ist eine Forschungseinrichtung, die im Bereich der Ausstellungs-, Bildungs- und Verlagstätigkeit aktiv ist. Das ICC wurde im Haus „Pod Kruki“ am Marktplatz in Krakau im Jahr 1991 gegründet. Das Zentrum konzentriert sich auf ein weites Spektrum auf dem Gebiet der Kunstgeschichte, des nationalen Erbes und der Kunst an sich. Prof. Jacek Purchla ist der Begründer und Direktor des Zentrums.

## Geschichte
Das Internationale Kulturzentrum wurde am 29. Mai 1991 während der Konferenz der OSZE in Krakau gegründet. Der Standort wurde nicht zufällig ausgewählt, da Krakau seit jeher das Kulturzentrum des Landes und eines der wichtigsten Kulturzentren Europas ist. Das ICC (offizielle englische Abkürzung) war die erste kulturelle Institution der neuen Generation, die nach der politischen Wende in Polen 1989 gegründet worden ist.

## Aufgabengebiet
Die zahlreichen Ausstellungen und Workshops sind vor allem für die Bürger Krakaus, als auch die Touristen, die jedes Jahr die Stadt besuchen, bestimmt. Das ICC legt aber besonderen Wert auf die Zusammenarbeit mit Wissenschaftlern, Historikern und Politikern, die auf internationaler Ebene ein breites Netzwerk der Kultur und dem Kulturerbe entwickeln. Durch den Sitz in viele Organisationen und Gremien repräsentiert das ICC Polen in der internationalen Diskussion über das Weltkulturerbe.
Das ICC legt in Krakau und Polen den Grundstein für eine breite Diskussion über Kunst, Geschichte und nationales Erbe. Dies geschieht vor allem durch die Ausstellungen, Workshops, Seminare, Sommerschulen, eine der modernsten Bibliotheken Polens und ein Studiumsangebot für Diplomanden.

## Ausstellungen und Konferenzen
Die Galerie des ICC konzentriert sich hauptsächlich auf die Kunst Mitteleuropas des 19. und 20. Jahrhunderts. Jedoch gibt es immer wieder Ausstellungen und Konferenzen über Kunst aus der ganzen Welt. Die durch das ICC organisierten Konferenzen werden in Zusammenarbeit mit vielen internationalen Partnern organisiert und werden dadurch auch nicht immer im Hauptsitz des ICC gehalten, sondern in ganz Europa. Die Thematik der Konferenzen oszilliert zwischen polnischem Nationalerbe und Weltkulturerbe. Darüber hinaus organisiert das ICC zu den jeweiligen Ausstellungen begleitende Konferenzen und Seminare.

## Mitgliedschaft in internationalen Institutionen
Das ICC ist Mitglied in der Anna Lindh Euro-Mediterranean Foundation for the Dialogue Between Cultures Stiftung, European Network of Cultural Administration Training Centres Culture Action Europe Stiftung, in der Europa Nostra, dem CULTURELINK und der International Association of Research Institutes in the History of Art.
Darüber hinaus verwaltet das ICC das Internetportal AHICE (Art historian information from Central Europe).

## Bibliothek
Die Bibliothek des ICC gehört zu den modernsten in ganz Polen. Die Bibliothek verwaltet über 21000 Bücher und aktualisiert Ausgaben von über 430 Magazinen und Zeitschriften. Das Hauptaugenmerk der Bibliothek wird auf Geschichte, Kulturerbe und Kunstgeschichte gelegt.
Das ICC besitzt auch ein reiches Astsortiment an eigenen Publikationen, die für ihre Qualität oftmals mit Preisen anerkannt worden sind.

## Studium
Das ICC bietet in Zusammenarbeit mit der Wirtschaftshochschule in Krakau ein dreisemestriges Studium im Fachbereich des kulturellen Erbes. Angesprochen werden vor allem Diplomanden, die ihr Fachwissen vertiefen wollen und zugleich praktischen Bezug zu ihrem Arbeitsbereich erlangen wollen.

## Bibliographie
- Informationsbooklet des ICC